# Alvy West
Alvy West (eigentlich Alvin Weisfeld, * 1. Januar 1915 in Brooklyn; † 30. November 2012) war ein US-amerikanischer Jazzmusiker (Altsaxophon, Komposition).

## Leben und Wirken
West arbeitete ab den frühen 1940er-Jahren bei Paul Whiteman, mit dessen Orchester 1942 in Los Angeles erste Aufnahmen entstanden. 1947 begleitete er mit eigener Band (Alvy West & The Little Band, u. a. mit Tony Rizzi und Artie Shapiro) die Sängerin Anita O’Day bei einer Plattensessiion für Signature Records („Sometimes I’m Happy“). 1947/48 entstanden für Columbia und V-Disc  (Alvy West and his West Coasters) Aufnahmen unter eigenem Namen, darunter die Eigenkomposition „Mom’s Song“; in seiner Studioband spielten u. a. auch Al Hendrickson und Red Callender, 1948 Chuck Wayne. Mitte 1949 begleitete er bei einer Session für Coral Records den Sänger Bill Darnell; seinem Studio-Sextett gehörten diesmal John Plonsky, Romeo Penque, Robert Caudana (Akkordeon), Dick Hyman, George Shaw (kb) und Irv Kluger an. Im Bereich des Jazz war er zwischen 1942 und 1949 an zehn Aufnahmesessions beteiligt. West arbeitete im Laufe seiner Karriere auch mit Frank Sinatra, Billie Holiday und Mel Tormé. Er schrieb ferner Songs mit Johnny Mercer und E. Y. Harburg; außerdem arrangierte er für Broadway-Musicals. Unter eigenem Namen legte er noch 1962, begleitet vom Paul-Whiteman-Orchester, 1962 mehrere Titel für das Easy-Listening-Album Sweet Sax (Brunswick) vor.